# Hylodes mertensi
Espèce
Synonymes
- Elosia mertensi Bokermann, 1956

Statut de conservation UICN

 DD  : Données insuffisantes
Hylodes mertensi est une espèce d'amphibiens de la famille des Hylodidae.

## Répartition
Cette espèce est endémique de la Serra do Mar dans l'État de São Paulo au Brésil,.

## Publication originale
- Bokermann, 1956 : Una nueva especie del genero Elosia del sudeste del Brasil (Amphibia Salientia, Leptodactylidae). Neotropica, vol. 2, p. 81-84.